# Jordanischer Bürgerkrieg
Als Jordanischen Bürgerkrieg (im palästinensischen Sprachgebrauch häufig Schwarzer September, arabisch أيلول الأسود, DMG Ailūl al-aswad) bezeichnet man die gewalttätigen Auseinandersetzungen 1970–1971 zwischen jordanischen Sicherheits- und Streitkräften auf der einen sowie palästinensischen Guerillas und syrischen Truppen auf der anderen Seite. Die Gefechte endeten mit der Vertreibung der palästinensischen Organisationen aus Jordanien.

## Hintergrund
Nach dem Sechstagekrieg 1967 verschlechterte sich das Verhältnis zwischen den Mitgliederorganisationen der Palästinensischen Befreiungsorganisation und dem jordanischen Königshaus deutlich. Die jordanische Niederlage im Krieg und der Verlust des Westjordanlandes führten zu einem Gesichtsverlust des Staates unter vielen Palästinensern. Die jordanische Regierung sah die mit ihr nicht abgesprochenen Angriffe auf israelisches Territorium als Verletzung ihrer Souveränität. So führte die Schlacht von Karame zu einem Zerwürfnis zwischen beiden Seiten. Die palästinensische Seite hatte rund 100.000 bewaffnete Kämpfer in Jordanien, und ihre Führungsschicht sah in der mehrheitlich palästinensischstämmigen Bevölkerung des Königreichs eine potentielle Machtbasis, den Staat zu kontrollieren. So verdrängten palästinensische Milizen jordanische Sicherheitskräfte aus den Flüchtlingslagern und mehreren Städten. Ebenso unterwarf sich die Guerilla demonstrativ keiner Kontrolle durch das jordanische Militär. Im Oktober zerschlug das jordanische Militär die palästinensische Organisation an-Nasr (Der Sieg), welche sich ein Feuergefecht mit der Polizei geliefert hatte. Ebenso kam es zur Eintreibung von Geld von der Bevölkerung, dies mitunter mit Waffengewalt. Versuche der jordanischen Regierungen, unangemeldete Waffenlager und öffentliches Tragen von Waffen einzuschränken, wurden von der PLO unter Protest zurückgewiesen.
Im Juni 1970 wurde die Geheimdienstzentrale in Amman von palästinensischen Radikalen angegriffen, und König Hussein entging knapp einem Attentat. Noch am selben Tag bombardierten Einheiten der jordanischen Armee zwei Flüchtlingslager mit Artillerie. Auf Befehl König Husseins wurden die Truppen zurückbeordert. Hussein und Jassir Arafat gaben eine Erklärung ab, dass die Kämpfe zu beenden seien. Die marxistisch-leninistische Organisation PFLP besetzte jedoch zwei Hotels in Amman und nahm die dortigen Zivilisten als Geiseln. Als Forderung stellten sie die Entlassung ihnen unliebsamer Staatsbeamter, Kabinettsmitglieder und Militärs. Arafat schloss sich trotz seiner vorhergehenden Beteuerungen diesen Forderungen an. Mit der Absicht, die innenpolitische Lage zu beruhigen, stimmte König Hussein den Forderungen zu. Im September 1970 sorgte die Entführung von fünf Passagierflugzeugen mitsamt 435 – vorwiegend westlichen – Zivilisten durch die PFLP, die den Waffenstillstand zwischen Hussein und Arafat ablehnte, für eine weitere Provokation. Jassir Arafat begrüßte die Aktion öffentlich und brüskierte somit das Königshaus. Währenddessen kam es in Irbid, Zarqa und Maʿan zu bewaffneten Gefechten zwischen palästinensischen Freischärlern und dem jordanischen Militär. Am 16. September riefen palästinensische Militante in Irbid eine Volksregierung aus und forderten so offen die Legitimität des Königshauses heraus. In der darauffolgenden Nacht proklamierte König Hussein das Kriegsrecht und übergab die exekutive Kontrolle an ein Militärkabinett unter dem palästinensischstämmigen Offizier Muhammad Daoud. Ebenso wurde Habas al-Madschali zum Generalstabschef der Streitkräfte ernannt. Damit gab der König der Armee das politische Signal, gegen die militanten Palästinensergruppen vorzugehen.

## Verlauf der Kämpfe

### Kräfteverhältnisse
Die jordanischen Streitkräfte bestanden aus rund 70.000 Soldaten, und die Armee verfügte über eine mechanisierte und drei gepanzerte Brigaden. Diese waren mit modernen US-amerikanischen Panzern der Typen M60 und älteren britischen Centurion L7 ausgerüstet. Die jordanischen Luftstreitkräfte besaßen an Flugzeugen 32 Hawker Hunter und 18 Lockheed F-104. Der PLO standen rund 25.000 Soldaten und 76.000 Milizionäre, die nur rudimentäres militärisches Training absolviert hatten und unzureichend organisiert waren, zur Verfügung, jedoch keine schweren Waffen.
Die PLO kontrollierte große Teile der Hauptstadt Amman. Dortige Hochburgen waren die örtlichen Flüchtlingslager. Ebenso waren einige Städte im Norden des Landes unter palästinensischer Kontrolle. Der jordanische Generalstab hatte für die Niederschlagung der palästinensischen Guerilla eine zweitägige Operation ihrer mechanisierten und gepanzerten Kräfte veranschlagt.
Ebenso befanden sich 17.000 irakische Soldaten mit 200 Panzern im Rahmen der arabischen Solidarität gegenüber Israel im Land. Die Einheiten wurden nach Ausbruch der Kämpfe dem irakischen Vizepräsidenten Hardan al-Tikriti unterstellt und verhielten sich in dem Konflikt trotz gegenteiliger öffentlicher Äußerungen in den irakischen Medien strikt neutral.

### Scheitern der jordanischen Offensive
Laut dem Zweitagesplan des jordanischen Militärs sollte der Schwerpunkt der Auseinandersetzung in der Sicherung der Hauptstadt Amman bestehen. Dabei sollte die 1. Infanteriedivision über den leicht bebauten Südteil der Stadt ins Zentrum vorstoßen. Die Altstadt sollte von der 4. Mechanisierten Brigade und der 60. Panzerbrigade erobert werden. Der nördliche Teil des Landes inklusive der strategisch wichtigen Städte Irbid, Adschlun und ar-Ramtha sollte von der 2. Infanteriedivision und der 40. Panzerbrigade gesichert werden. Die Operationen sollten zeitgleich am 17. September beginnen. Die mechanisierten Verbände blieben bereits am zweiten Kampftag in der Altstadt stecken und mussten in dem für gepanzerte Einheiten schwierigen Terrain durch mit RPGs ausgerüstete Milizionäre hohe Verluste hinnehmen. Die Offensive im Süden der Stadt musste ebenso nach geringen Geländegewinnen gestoppt werden. Die nördliche Offensive lief nur mit einer zeitlichen Verzögerung an, woraufhin die Palästinenser die Initiative ergriffen und zuerst die Kampfhandlungen eröffneten. Infolgedessen konnte die nördliche Offensive keines ihrer Ziele erreichen. Gleichzeitig stand die Armee vor einer inneren Krise, da rund 5.000 Soldaten und Offiziere desertierten oder zu den Palästinensern überliefen. Selbst in der Armeeführung gab es Spannungen. So trat der Kommandeur der 2. Infanteriedivision, vermutlich aus Sympathie mit der PLO, am dritten Kampftag von seinem Posten zurück.

### Syrische Intervention
Syrien entsandte bis zum 20. September die 5. Infanteriedivision und drei Panzerbrigaden mit insgesamt 16.000 Soldaten und je nach Quelle 200 bis knapp 300 T-55-Kampfpanzern in den Norden von Jordanien. Die Truppen trugen Uniformen der Palästinensischen Befreiungsarmee, was die jordanische Führung von einer begrenzten Beteiligung Syriens ausgehen ließ. Zunächst gelang es den syrisch-palästinensischen Truppen, in einem Gefecht bei ar-Ramtha die jordanische 40. Panzerbrigade zurückzudrängen und so den Weg nach Irbid zu öffnen. Dabei verloren die Syrer 10 T-55-Panzer, die Jordanier 19 Centurion. Am 22. September entschied sich die jordanische Führung um König Hussein zu einem massiven Luftschlag der Jordanischen Luftstreitkräfte. Die Luftwaffe flog mit ihren Kampfjets vom Typ Hawker Hunter und F-104 etwa 200 bis 250 Bodenangriffe gegen die syrischen Streitkräfte und zerstörte rund 120 Kampfpanzer und Panzerfahrzeuge. Infolgedessen zogen sich die syrischen Truppen am Folgetag wieder über die Grenze zurück. Der ehemalige Luftwaffenoberbefehlshaber und amtierende syrische Verteidigungsminister Hafiz al-Assad hielt die Luftwaffe bewusst zurück, da der Einmarsch von seinem politischen Rivalen Salah Dschadid ausgegangen war.
Während der Kämpfe kam es zu israelischen Luftwaffenmanövern und Verstärkung der Truppen an der syrischen Grenze, welche auf ein persönliches Hilfsgesuch König Husseins an die USA, Großbritannien und Israel zurückgingen. Gegenüber den USA erklärten sich die Israelis zu einem Einsatz von Bodentruppen auf jordanischem, jedoch nicht auf syrischem Territorium zur Unterstützung des Königshauses bereit.

### Zerschlagung der PLO in Jordanien
Nach dem Rückzug der syrischen Truppen zog der jordanische Generalstab die 40. Panzerbrigade und die 2. Infanteriedivision von der Grenze ab und eröffnete eine Offensive gegen die PLO in Irbid. Die PLO-Streitkräfte im Zentrum der Hauptstadt konnten sich weiterhin halten. Irbid fiel nach einwöchigem Häuserkampf an die Regierungstruppen. Die Kampfhandlungen waren jedoch für die Jordanier so erschöpfend, dass der König am 27. September 1970 einem vom ägyptischen Präsidenten Gamal Abdel Nasser vorgeschlagenen Waffenstillstand zustimmte. Der König beauftragte seinen Cousin und Generalstabschef General Scharif Sayyid bin Schaker mit der Ausarbeitung eines Offensivplans und übertrug diesem den Oberbefehl. Die Armee erhielt aus den USA moderne Panzer des Typs M60.
Der Plan Scharif Sayyid bin Schakers sah vor, durch Einsatz gepanzerter Kräfte die noch in palästinensischer Hand verbliebenen Städte und Flüchtlingslager voneinander zu isolieren und dann nach und nach mithilfe überlegener Feuerkraft auszuräumen. Bis April 1971 konnte die jordanische Armee die Kontrolle über die meisten Städte zurückgewinnen. 5.000 im Stadtzentrum von Amman eingeschlossene PLO-Guerillas verließen die Hauptstadt. Die letzten Freischärler zogen sich in die gebirgige Region um Adschlun zurück und errichteten dort Feldbefestigungen. Die jordanische Armee zerschlug diese Verbände in viertägigen Kämpfen. Am 18. Juli 1971 ergaben sich die letzten PLO-Kämpfer den Streitkräften.

## Folgen

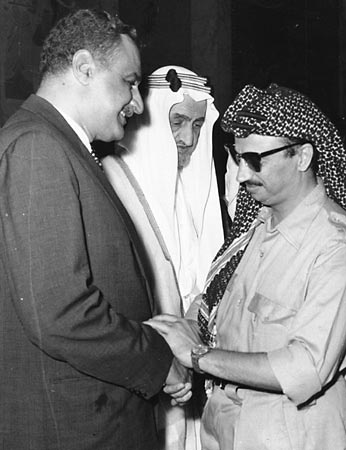
Ägyptens Präsident Nasser, Saudi-Arabiens König Faisal und PLO-Vorsitzender Arafat im September 1970 auf dem Gipfeltreffen der Arabischen Liga

Der Fehlschlag der syrischen Intervention stärkte im Machtkampf innerhalb der syrischen Baath-Partei die Position von Hafiz al-Assad, der seinen Gegenspieler Dschadid kurz nach den Kämpfen absetzte.
Die PLO hatte die Bereitschaft von Libyen, Ägypten und Syrien (alles von der Sowjetunion unterstützte Länder) überschätzt, einen Krieg gegen Jordanien (vom Westen unterstützt) zu riskieren. Als Konsequenz musste die PLO ihre Stützpunkte in den Libanon verlegen, und Jassir Arafat floh nach Kairo.
Die Niederlage im Bürgerkrieg ging als Schwarzer September in den palästinensischen Sprachgebrauch ein. Die palästinensische Terrororganisation Schwarzer September benannte sich nach dem Krieg. Ihr erstes Mordopfer war 1971 der enge Vertraute des Königs und jordanische Premierminister Wasfi at-Tall.
Im Irak eskalierte die Nichteinmischung des Truppenkontingents in Jordanien das bestehende Zerwürfnis zwischen Saddam Hussein und seinem Rivalen Hardan at-Tikriti. Hussein hatte eine Intervention befohlen, welche at-Tikriti als lokaler Befehlshaber aus taktischen Bedenken nicht durchführte. At-Tikriti wurde Ende 1970 als Botschafter zunächst nach Algerien, dann nach Schweden geschickt. Unzufrieden mit seiner Abschiebung flog er nach Kuwait, wo er am 30. März 1971 auf Husseins Befehl ermordet wurde. Hussein nutzte die Affäre, um Parteigänger at-Tikritis durch seine Gefolgsleute in den Streitkräften des Landes zu ersetzen.
Siehe auch: Israelisch-palästinensischer Konflikt.